# 李基澤
李 基澤（イ・ギテク、1937年7月25日 - 2016年2月20日）は、第三共和国～第六共和国前半の韓国において活躍した政治家である。略称はKT。野党において要職を歴任し、一時は、ポスト三金（金泳三・金大中・金鍾泌）の有力候補と目されていた。本貫は永川李氏。

## 来歴
1937年7月、慶尚北道迎日郡において漢学者の次男として生まれた。その後、釜山商業高等学校を経て、高麗大学校商科大学に進んだ。大学在学中は総学生会（学生自治会）の会長を務め、1960年3月に行われた大統領選挙における大規模不正に端を発した学生デモにおいて主導的役割を果し、李承晩政権を崩壊させた四月革命のきっかけを作った。この経験をきっかけとして、1967年6月に行われた第7代総選挙に新民党から比例代表で立候補して当選し、30歳で政界入りした（同選挙での最年少当選者）。なお、このときの新民党総裁は大学時代の恩師である兪鎮午（ユ・ジノ）であった。
その後、釜山直轄市東莱区から3代連続で当選した。この間、1976年の党大会で対政府強硬派の金泳三総裁が敗北し、穏健派の李哲承や辛道煥らによる集団指導体制が発足すると、要である事務総長に39歳の最年少で就任し、独自の勢力を形成するようになった。1979年5月の総裁選挙では第二回投票において対立関係にあった金泳三の支持を表明し、金泳三総裁体制誕生に貢献した。朴正熙大統領暗殺（10.26事態）後、全斗煥をリーダーとする新軍部が粛軍クーデターと光州事件の弾圧を通じて政権掌握した後に制定された「政治風土刷新のための特別措置法」（政治風土刷新法）による規制措置の対象となり、政界引退を強制された。
規制措置が解除され、1985年2月に行われた第12代総選挙を前に、民主化推進協議会を母体として結成された新韓民主党（新民党）に入党し、釜山から出馬して返り咲きを果した。その後、新民党が1987年春に改憲問題をめぐって李敏雨総裁と両金（金泳三・金大中）が対立し、両金が新たに統一民主党（民主党）を結成するとそれに参加した。しかし、金大中が大統領選挙に出馬するために、分党して平和民主党（平民党）を結成したことで両金が分裂したことに不満を抱き、民主党からの離党を宣言した（後に復党）。
1990年、統一民主党が盧泰愚大統領の与党である民主正義党と、金鍾泌総裁の新民主共和党と共に結成した民主自由党には参加せず、盧武鉉など数人の議員で民主党を結成し、党総裁に就任した。その翌年に金大中率いる新民主連合党（平民党と在野が合同して結成された政党）と合同して新たに「民主党」を結成し、金大中と共に共同代表に就任した。
1992年の大統領選挙で敗北し政界を引退した金大中の後を引き継ぐ形で、民主党総裁に就任（95年～97年）、1997年に新韓国党と合同して結成されたハンナラ党では副総裁に就任した。その後、2000年4月の総選挙を前にハンナラ党を離党し、元ソウル市長である趙淳らと民主国民党を結成して挑んだが、2議席に留まり、自身も釜山市で落選する結果となった。
2008年からは、大統領の諮問機関である民族平和統一諮問会議の主席副議長を務めた。
2016年2月20日、ソウル市内の病院にて79歳で死去。

## 年表
1937年7月25日：慶尚北道迎日郡（現浦項市）生まれ
1950年：一家で釜山市に転居
1956年：釜山商業高校卒業
1961年：高麗大学商学部卒業
1967年6月：第7代総選挙。全国区から立候補し初当選を果す（新民党）。
1971年5月：第8代総選挙。釜山直轄市東莱乙区で再選（新民党）。
1973年2月：第9代総選挙。釜山直轄市東莱区で当選（新民党）。
1976年：新民党事務総長に就任
1978年12月：第10代総選挙。釜山直轄市東莱区で当選（新民党）。
1980年：政権を掌握した新軍部が制定した政治風土刷新法によって政治活動を禁止される。
1983年：アメリカに留学。しかし、5月18日に新民党元総裁の金泳三が、政治活動の自由を求めて行ったハンガーストライキに入った翌日の19日に帰国。
1985年2月：第12代総選挙。新韓民主党から出馬して当選（釜山直轄市南区・海雲台区）。
1987年5月：両金（金泳三・金大中）が結成した統一民主党に参加。
1988年
4月：第13代総選挙。釜山直轄市海雲台区で当選（統一民主党）。
選挙後、全斗煥政権時代の不正や非理を解明するために設置された「5共非理特別委員会」の委員長を務める。
1990年6月：3党合同を拒否して統一民主党に留まった盧武鉉などともに民主党を結成し、初代総裁に就任。
1991年9月：平民党から改変した新民主連合党と合同し、新たに「民主党」を結成。金大中と共に共同代表に就任。
1992年3月：第14代総選挙。釜山から全国区に転進して当選。
1993年：前年12月の大統領選挙で敗北して政界を引退した金大中の後をついで民主党総裁に就任
1996年4月：第15代総選挙。海雲台区から出馬したが落選。
1997年11月：ハンナラ党（新韓国党と民主党が合同して結成）の副総裁に就任。
2000年4月：第16代総選挙。ハンナラ党の公薦が得られず、新たに結成した民主国民党から立候補したが、落選。
2008年9月：大統領の諮問機関である民族平和統一諮問会議の主席副議長に任命。
2016年2月20日：ソウルにて死去。
その他、ペンシルベニア大学客員研究員を務めたことがある。

## 親族・エピソード
テグァングループの創業者・初代会長の李壬龍は姉の夫、第2代会長の李基和は実の兄弟、第3代会長の李豪鎮は甥である。
映画『パラサイト 半地下の家族』の主人公、ソン・ガンホが演じたキム・ギテクの名前は李基澤に由来する。

## 参考書籍
- 趙甲済『韓国のニューリーダー』黄民基訳　講談社現代新書
- 東亜日報編『東亜 現役人名録 2009』（東亜年鑑別冊）東亜日報